# Anup Nagar
Anup Nagar é uma vila no distrito de Murshidabad, no estado indiano de West Bengal.

## Demografia
Segundo o censo de 2001, Anup Nagar tinha uma população de 9962 habitantes. Os indivíduos do sexo masculino constituem 50% da população e os do sexo feminino 50%. Anup Nagar tem uma taxa de literacia de 32%, inferior à média nacional de 59,5%; com 65% para o sexo masculino e 35% para o sexo feminino. 23% da população está abaixo dos 6 anos de idade.